# Kroktjärnen (Stensele socken, Lappland, 724901-153178)
Kroktjärnen är en sjö i Storumans kommun i Lappland och ingår i Umeälvens huvudavrinningsområde.